# Richard Leroy Saunders
Richard Leroy Saunders (* 1940) je historik na Clemson University (Ph.D. University of Illinois).
Zabývá se dějinami železniční dopravy v USA.

## Vybrané publikace
Saunders, Richard. 2001. Merging lines : American railroads, 1900-1970. DeKalb : Northern Illinois University Press ISBN 0-87580-265-6 (Národní knihovna)